# ナチ党党大会

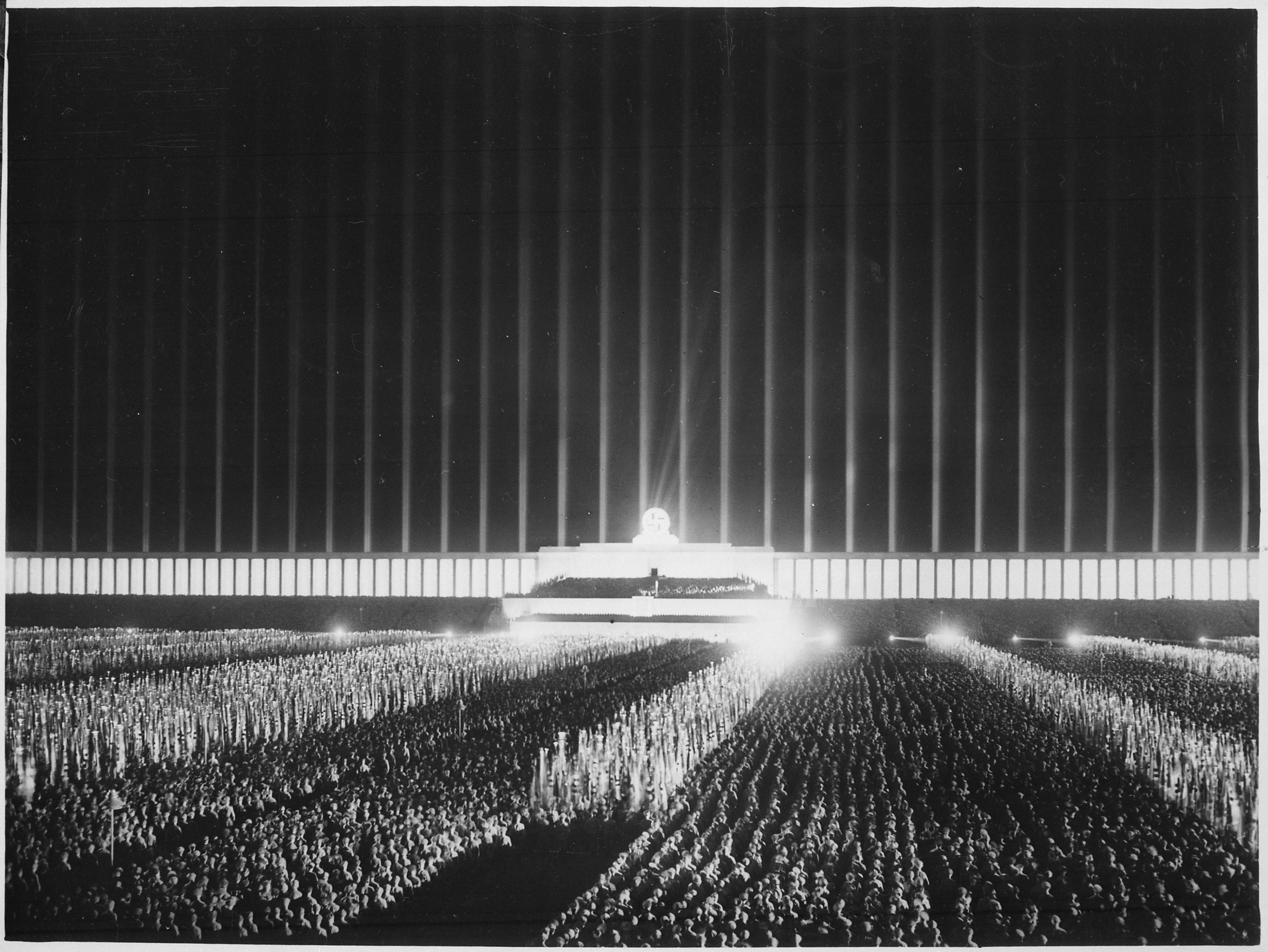
1937年全国党大会の様子。ツェッペリン広場におけるサーチライトによる光の列柱

ナチ党党大会（正式名称は「全国党大会（ Reichsparteitag）」）は、ドイツの政党国民社会主義ドイツ労働者党（以下ナチ党）が1923年から1938年にかけて行っていた党大会である。1933年のナチ党の権力掌握以来、一貫してニュルンベルクの党大会会場で党大会が開催されていたため、ニュルンベルク党大会と呼ばれることが多い。ニュルンベルクでの党大会は、ドイツ民族とナチ党の結合を象徴させるための一大プロパガンダとして毎年9月初めに開催されていた。

## 概要
1933年の党大会開会演説で、アドルフ・ヒトラーは大会の意義を次のように説明している。
この説明から、党大会の目的がとりわけ次の点にあったことが確認できる。すなわち、党員に「勝利の確信」を植えつけ、彼らを再び「運動の指導者」と結びつけることである。同じ演説でヒトラーが述べるように「この教化において心理的にもっとも効果的な手段は、偉大で強力な運動への参加を目に見えるように実演すること」であり「従って、我々の大集会は新たな支持者の獲得だけでなく、とりわけ既に獲得された人々の固定化と道徳的強化に役立ったのである」
党大会が何よりも党組織の問題だったことは、大会の運営を党の全国組織指導部（Reichsorganisationsleitung）が担ったことに示されている｡ この部局は、全国組織指導者（Reichsorganisationsleiter）でドイツ労働戦線指導者でもあるロベルト・ライのもと「全国党大会の組織的な準備と開催」に独占的な権限をもち、ライの代理で全国総監のルドルフ・シュメーアが組織本部で実務を取り仕切った｡ もっとも、党最大の行事なので重要な決定はヒトラー自身が下し、運営にあたっては党の最高幹部で総統代理（副総統）のルドルフ・ヘスや、ニュルンベルク市当局の協力も必要だった｡ 会場の設営に関しては、アルベルト・シュペーアが責任者となり、全国党大会目的連合が施設の計画と建設を担った｡ さらに宣伝大臣で全国宣伝指導者のヨーゼフ・ゲッベルスや、フランケン大管区指導者のユリウス・シュトライヒャーといった党の領袖もそれぞれ関係する範囲で干渉したため、党大会の運営は極めて錯綜した様相を呈することになった。

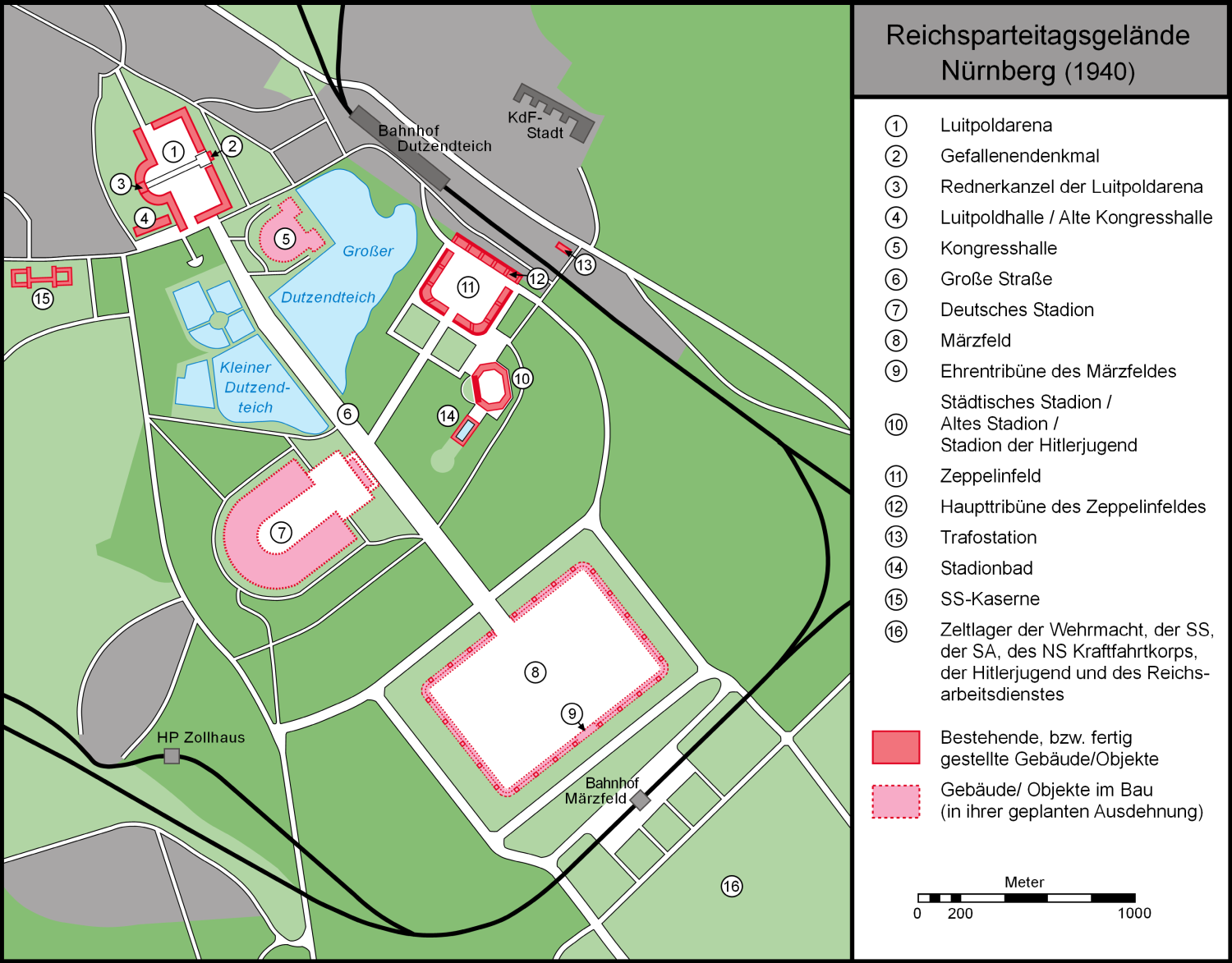
ニュルンベルク南郊のルイトポルトハインの森に建設されたナチ党党大会会場。もとからあった戦没者記念堂などを組み込むようにして作られた大規模な集会場が散在している

大会のプログラムは、党組織の構造を反映したものとなっていた｡ 
1日目をヒトラー到着の日、2日目を党会議の日とすれば、3日目は国家労働奉仕団（RAD）に、4日目は党政治指導者に、5日目はヒトラー・ユーゲント、6日目は突撃隊（SA）と親衛隊（SS）に、7日目は国防軍にそれぞれ割り当てられた｡
1937年以降は4日目にマスゲームや競技を行う「共同体の日」が挿入され、大会期間も8日間に延長されたが基本的なプログラムに変更はなかった。しかもまた、各組織には決められた集会場が指定され、ルイトポルト競技場はSAとSSに、ツェッペリン広場は党政治指導者とRADに、スタジアムはヒトラー・ユーゲントにそれぞれ割り当てられた｡ いずれの組織も別個に集会を行い、全体が一堂に会することはなく、そこには ｢独立王国｣ の寄せ集めともいうべき党組織の性格が反映していたといえる｡ これらを束ねる役割をはたしたのが、あらゆる大集会で演壇に立った ｢総統｣ であり、彼に忠誠を誓うことではじめて各組織は「民族共同体」の一翼を担うことができたのである。
この関連で注目されるのは、党大会がしばしばヒトラーに党内対立を調停する機会を与えたことである｡ たとえば1934年の大会における彼の文化政策に関する演説は、ゲッベルスとアルフレート・ローゼンベルクの調停をはかるものだった｡ もっともこれによって両者の対立はむしろ激化し、カリスマと派閥主義が規定しあうというナチス・ドイツの権力構造は、党大会にもあらわれていたということができる。
党大会の主役はもちろん「総統」であり、大会がたえず彼を中心に展開したことは言うまでもない｡レニ・リーフェンシュタールの『意志の勝利』にいたっては、ヒトラーの登場シーンが映画全体の約3分の1に達し、彼の演説は音声全体の5分の1、演説全体の3分の2以上を占めていた｡ 
党大会の意義の1つは「総統」であるヒトラーを間近に見る機会を提供することで、彼と参加者の間にこうした「個人的な関係」を築くことにあった｡
会場の設営自体、ヒトラーと大衆との関係を表現していた｡ ルイトポルト競技場であれ、ツェッペリン広場であれ、大衆集会が挙行される会場には必ず「総統」の立つ舞台があり、正面スタンドの中央に一段高く設定された彼の演壇が会場全体の焦点をなしていた｡ ヒトラーはつねに壇上から群衆を見下ろしていたのであり、両者はたしかに垂直の関係にあった｡ 演壇の高さはヒトラーの権力を象徴しており「総統は命じ、我々は従う」という「指導者原理」の権威主義的秩序をあらわしていた｡ しかし、会場の設営に垂直性のみを見出だすのは片手落ちというべきである。というのも、高さを強調するだけなら宮殿のバルコニーのような隔絶された場所に立つ方がはるかに効果的だからである｡ ヒトラーはむしろ現代のロック・スターと同様に、ステージの上で群衆と直に向き合っていたので、彼はまさに「水平的理想化」によってつくりだされた偶像だった。

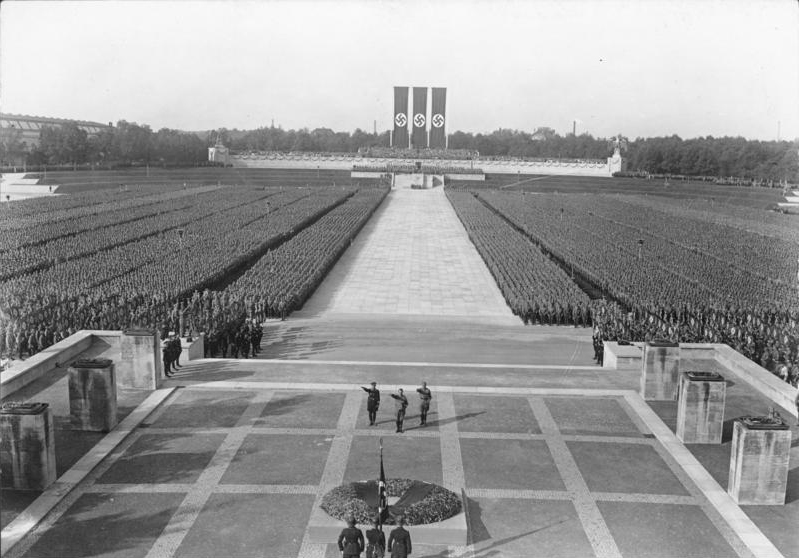
1934年党大会。ルイトポルトハイン内の戦没者記念堂前のテラスに、アドルフ・ヒトラー、SSリーダーのハインリヒ・ヒムラー、SAリーダーのヴィクトール・ルッツェが立つ。正面奥にあるのは「名誉の演壇」

何十万もの人間を収容するこの広大な会場は、全体としてフラットな印象を与え、四方を取り囲む石造のスタンドも基本的に水平性を強調していた。また正面スタンドには演壇よりも高い位置に貴賓席が設置されていたので、演壇の高さも絶対的なものとは言えなかった。さらに観客は、正面の巨大な党旗のポールを上下するカメラを通して、ヒトラーよりもはるかに高い位置から会場を俯瞰することができた。その映像には、会場の構成原理がはっきりと示されている。ルイトポルト競技場の中央に広い通路があけられ、その両側に数十万人のSA隊員とSS隊員が整列するなかで「総統の道」と呼ばれたこの通路の一端にヒトラーの立つ演壇が、もう一端に彼がSA、SSの指導者（ヴィクトール・ルッツェ、ハインリヒ・ヒムラー）を従えて献花をささげる霊廟が設定され、これを軸にシンメトリーが形成されていた。「総統」はその支点に位置する重要な構成要素として、全体のなかに統合されていたのであり、1人超然と立っていたわけではなかった。
1934年の大会の閉会式で総統代理のヘスが述べた ｢党はヒトラーであり、ヒトラーはしかしドイツである。ドイツがヒトラーであるように！｣ という有名な言葉もこうした文脈で理解する必要があるだろう。会場を埋めつくす党員たちは、ヒトラーを核に結束することでドイツの一体性を具現したのだった。こうした総統と大衆の融合は、大衆が主体としての自己意識を獲得するための一段階と見ることができる。
こうした編成のなかで大衆は、自己の理想的な主体の焦点を自己自身の外にもつことになり、そして、ヒトラーという ｢最良の自己｣ を通して美化された自分自身の姿こそ「民族共同体」に他ならない。『意志の勝利』の観客もまた、総統の視線で大衆を俯瞰する映像を通じ、自らの一体性を認識したのである。
大衆の一体性は、彼らを取り囲む巨大な建造物によってさらに高められた｡1937年の大会でヒトラーは、この点を次のように説明している。
党大会の施設はその圧倒的な大きさによって、これらに向き合う人々の身分や階級の違いを無意味にし、彼らを「民族共同体」に統合するのに役立つというのである。

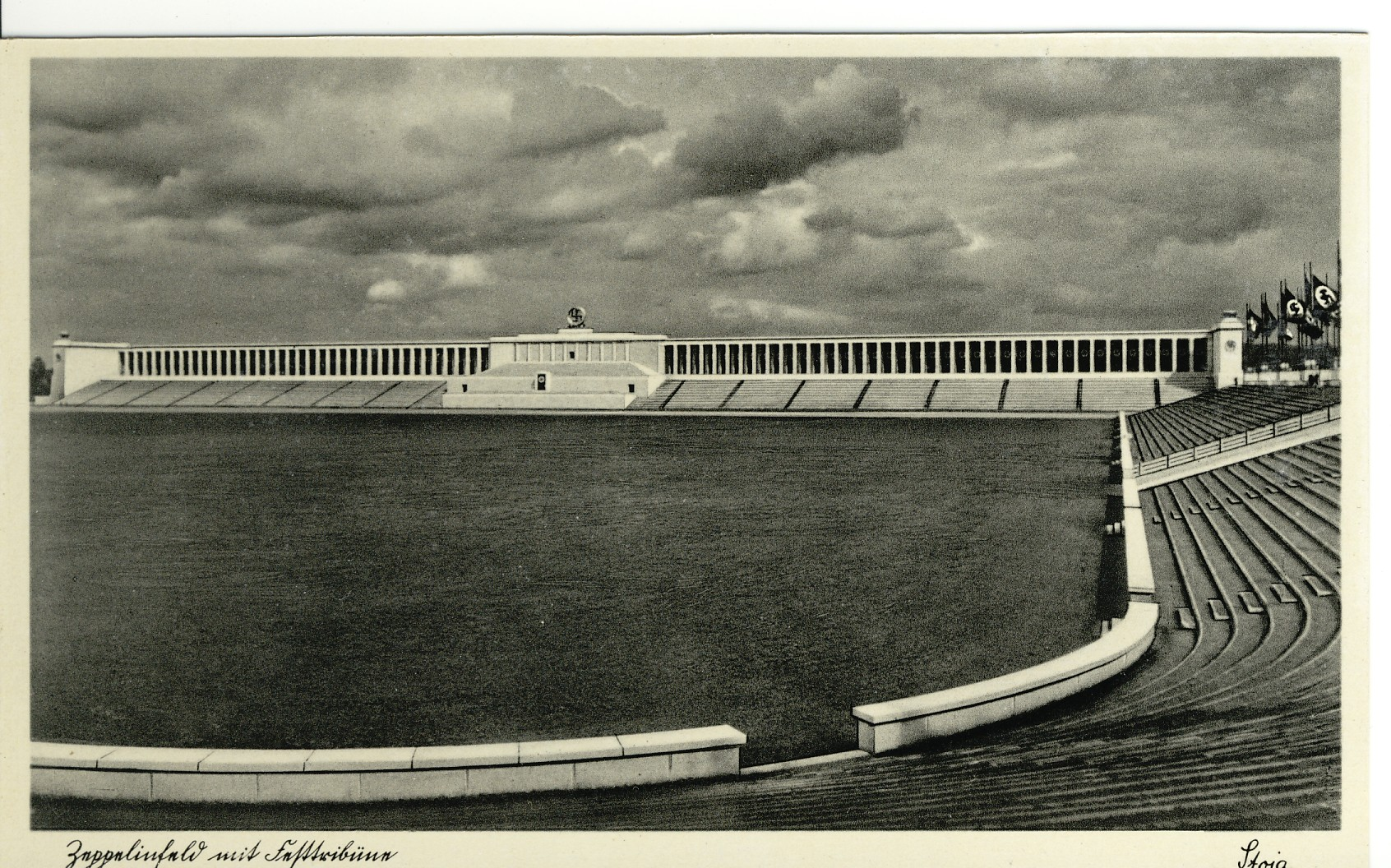
ツェッペリン広場（ツェッペリンフェルト）

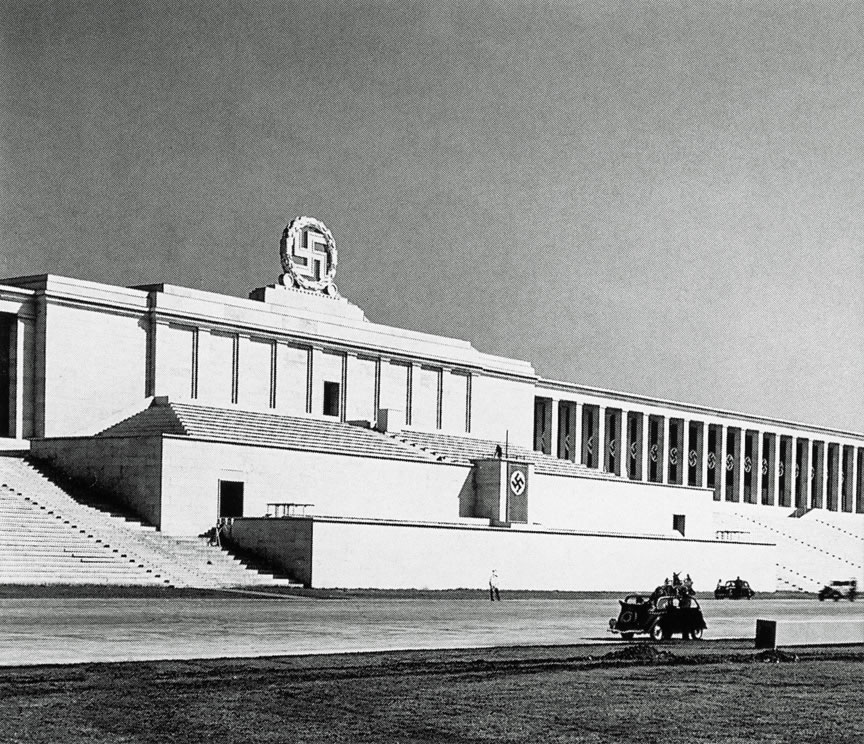
シュペーアが設計したツェッペリン広場の大観客席。中央演壇部分

なかでもツェッペリン広場の正面スタンドは長さが390m、高さが24mあり、広場自体も幅が312m、奥行が290mに達し、全体で約24万人を収容することができた。しかも、この広場は四方を取り囲むスタンドや周囲に林立する党旗によって外部から閉めきられ、内部の一体性が高められていた。特に夜間の集会では、周囲の150基のサーチライトが上空を照らし、会場全体を包み込む『光の大聖堂』が出現した。ある新聞報道が伝えるように「ここでは運動の祈祷時間が催され、光の海によって外の暗闇から守られている」のだった。
イギリス大使ネヴィル・ヘンダーソンによれば、それは ｢まるで氷の神殿のなかにいるかのように荘厳かつ華麗だった」。シュペーアはこれを「シュールレアリスム的非現実感」と呼び「それは私のもっとも美しい空間創造であっただけでなく、時代をこえて生き残った唯一の空間創造でもあった」と自画自賛している。ともあれ、こうした空間創造によって外部との間に境界が設定され「民族共同体」の舞台が出現することになった。会場に集まった数十万の人々は、この壮大な舞台の観客であると同時に出演者でもあり、そうした二重性のもとで「民族共同体」が実演されることになる。
「民族共同体」は何よりも整然とした直線的な空間構成によって表現された。その構成原理は「個々の要素の標準化、参加者の画一化、あるいは基本的な建築体をできるかぎり純粋な形態、しばしば立方体に還元すること」にあった。特にツェッペリン広場は会場そのものが方形をなしていたばかりでなく、会場を取り囲む建造物も立方体を単位として直線的に構成された。石造の正面スタンドは演壇を中心に左右に連なる列柱と階段の水平性やブロックを積み上げたような簡素で堅固な量塊性などによって、古典主義的な様式美のなかに力強さや重々しさを表現しており、設計者のシュペーアによれば「これはいうまでもなくペルガモン神殿の影響を受けていた」。更に、会場を埋めつくす群衆も密集して強固なブロックを形成し、整然たる秩序のもとに配列されていた｡ 新聞報道によれば「正方形のツェッペリン広場は20本のまっすぐな柱によって分割され、これらの柱には14万人の政治指導者が12列に整列していた」。ヴァルター・ベンヤミンが述べるように「ファシズムが強靱と見なすモニュメントの素材は何よりもいわゆる人的資源である」｡ここには人間を建築資材に見立てる視点「人的資源」によって「民族共同体」を建設しようという意図があったといえる。たとえば1934年の大会で演説したヒトラーは、足下を指さしながら「党はこのブロックと同様に確固としている！」と断言しており、ゲッベルスもまた「政治家とは大衆という『素材』から『民族の堅固で明確な形態』をつくり上げる芸術家である」と説いていた。
正確な方陣をなして整列する群衆は、彼らが向き合う石造建築と共に、花崗岩のごとき強固なモニュメントを形成し「民族共同体」の団結を実演したのである。それがナチズムの自己表現として何を伝えようとしていたかについては、1933年の大会におけるヒトラーの次の発言がわかりやすいだろう。
もっとも、ヒトラーの眼前の群衆はただ単に堅固なブロックを形成しただけではなく、隊列行進や旗の波など、洪水のような流れも生みだした。1937年の大会における「旗の入場」について新聞報道は次のように伝えている。

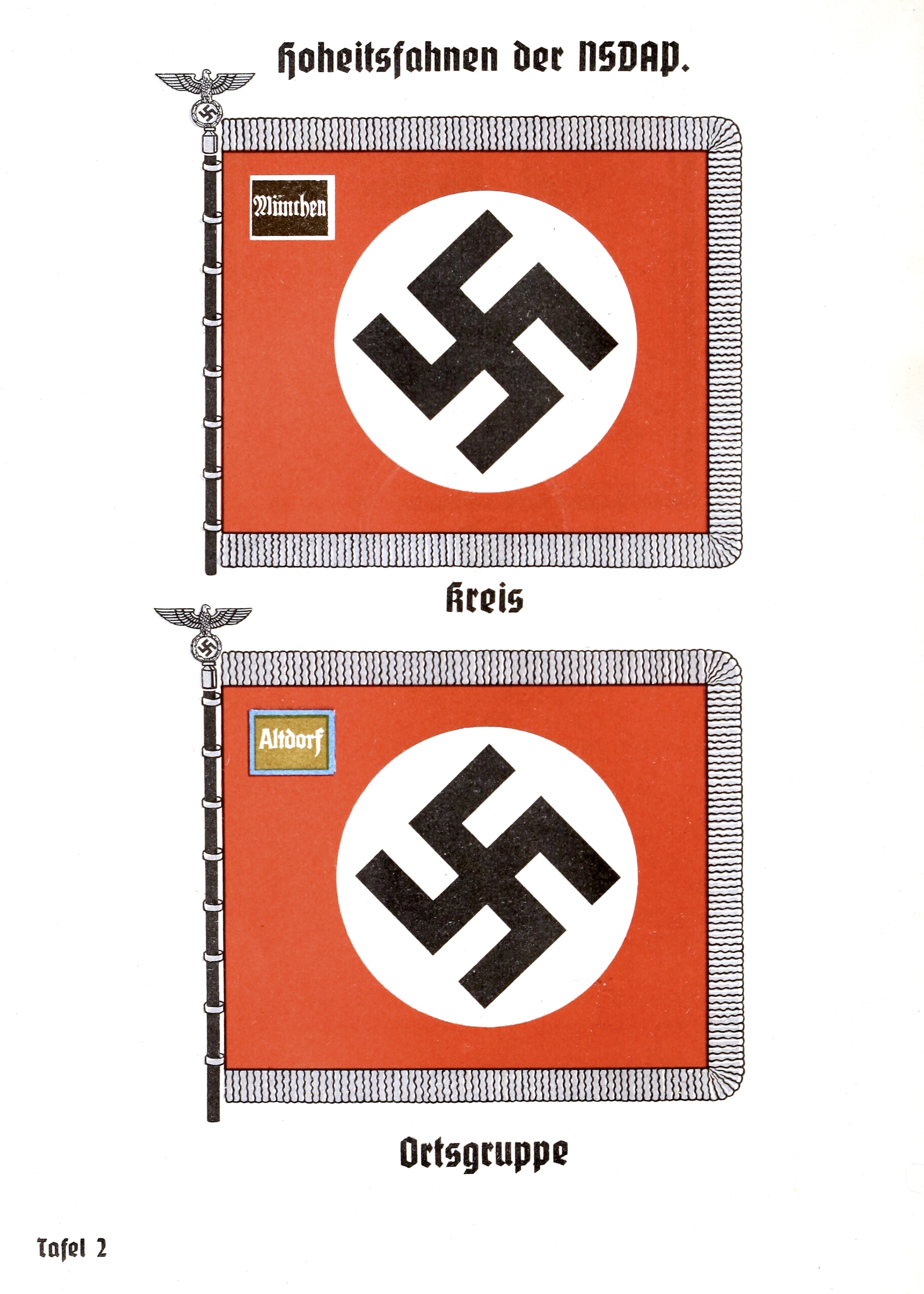
党管区旗（上）地区旗（下）

ここでは「流れ」が「柱」へと姿をかえるのであり「ファシズムはこのようなかたちで人間の内的状況を巨大な外的モニュメント、装飾へと変形させた。それは大量の人間を流れ込ませ、彼らの願望を少なくとも、あらかじめ定められたモニュメントとして巨大化された河床に流れることを許す排水のシステムである」。
大衆のエネルギーは解放されるが、それは彼らの陣形の枠内にかぎられる。｢つまり儀式においてファシストは自らの解き放たれた欲動を表現すると同時に、この欲動を抑圧する原理をも表現するのだ」｡ 
数十万の人々が築き上げる強固なモニュメントは、彼らのエネルギーを権力の論理に従属させ、秩序の勝利を示そうとする試みをあらわしていた。こうした観点からすれば、党大会は運動のダイナミズムを制御することでこれを「民族共同体」の建設へと方向づける機構だったといえる。

## 実態
党大会とは言うものの、一般的な政党のそれとは異なり、指導部による協議や綱領の制定・発表、一般党員とのディスカッションなどといったものは行われず、専らナチ党のプロパガンダを目的としたイベントといった様相であった。
また、ヒトラーら党指導部の思惑とは裏腹に、党員も一般大衆も党大会への関心は非常に低かった。大会参加者は1933年の35万人から1938年の45万人の間で上下しており、ニュルンベルク市の収容力が限界に達していたことを考慮しても、明らかに伸び悩みの徴候を示していた。大会の模様は、メディアを通じてドイツ全土に報道されたが、これもほとんど反響を呼ばなかったようである。
『意志の勝利』にしても、その記録的な観客動員数は宣伝キャンペーンや入館料の割引、党組織や学校ごとの集団鑑賞など、様々な動員の圧力がかけられたことによるもので、民衆の関心を反映してはいなかった｡ 『ドイツ通信』は次のように報告している。
人々は概して党大会に無関心であり、多くは義務として参加していたに過ぎないというのが実情だった｡
党大会の内容が年を追うごとに形式化し、退屈なものとなるにつれて、大会関係者は娯楽の要素を強化するようになった。それを示すのが、1937年に導入された ｢共同体の日｣ であり、そこでは主にスポーツや体操、ダンスが披露されたのだった｡ また打ち上げ花火や松明行列、シュペーアの「光のドーム」といった演出も、党大会がショーやお祭りの性格を強めるようになったことを示している｡ さらに、「民衆の祭典」のプログラムも1934年から歓喜力行団に委託され、1937年にはそれまでの1日かぎりの祭典が拡大されて、毎夕4時から会場近くの「歓喜力行団都市」で常設の祭典が開催されるようになった。
この祭典は「生の喜びの告白」であり、「労働と喜び」の一致を通じて階級対立のない新しい社会秩序を建設しようとする意志の表現であって、「この新しい生の様式が喜びの都市、我々の歓喜力行団都市を完全に支配していた」という。この「50万人の民衆の祭典」は「真のドイツ的な民衆の祭典」として「民族共同体の忘れがたい体験」となるべきものだった。
だが、実際には「生の肯定」や「生の喜び」といった美辞麗句はしばしば単なる乱痴気に変わり、「民衆の祭典」はまさに当局が否定した安酒場やお祭り騒ぎのごとき様相を呈するようになった。泥酔した党員が公序良俗を乱したり、規律を欠いた隊員が行進を台無しにしたりするような事態が後を絶たず、大会関係者にとって悩みの種でありつづけた。参加者の多くが「生の喜び」に興じたことは、彼らに要求された規律と矛盾することになった。
ヒトラーユーゲントの少年たちとドイツ女子同盟の少女らも党大会に参加してキャンプを張ったが、これも両者の逢引きと性交渉の場ともなった。1936年の党大会から戻ったドイツ女子同盟のメンバーのうち、その年の間に妊娠が発覚したのは900人に及び、中には父親となる可能性のある人物を13人も上げた少女もいた。これを止めるため、1937年以降はドイツ女子同盟はキャンプを張らないようになった。

## 党大会一覧
| 回次 | 日程                 | 開催地                                                              | 大会のスローガン | 備考 |
| ---- | -------------------- | ------------------------------------------------------------------- | ---------------- | --- |
| 1    | 1923年1月27日-29日   | ミュンヘン                                                          | なし             | 12か所での公開党大会となった。本大会は1月28日に行われ、ここでヒトラーは自らがデザインした突撃隊旗を突撃隊の各連隊に託し、これは後の党大会まで受け継がれる慣例となった。 |
| 2    | 1926年7月3日-4日     | テューリンゲン州ヴァイマール                                        | なし             | 当時、テューリンゲン州はヒトラーの演説を許可していた数少ない州であった為、会場に選ばれた。。この党大会ではクルト・グルーバー率いるザクセンのナチ党青少年組織「大ドイツ青少年連合」を「ヒトラー・ユーゲント」と改称し、党唯一の青少年組織に定めた。ミュンヘン一揆の失敗による党の解散、そして1925年、党再建後の初の党大会であり、ナチ党の復活を世間にアピールする意味が大きかった。ナチ党はこの時点では弱小政党に過ぎなかったが、それでも3500人ほどの突撃隊の行進を行いヴァイマールでの党大会を締めくくった。 |
| 3    | 1927年8月19日-21日   | ニュルンベルク                                                      | なし             | およそ2万人の党員が参加した。21日の演説でヒトラーは「ドイツ民族には生存圏が必要であり、それは力による領土拡張によってのみ実現される。しかしドイツは3つの忌むべき思想、国際主義と民主主義と平和主義によって力を奪われてしまった。この邪悪の三位一体はユダヤ人が創造した物である。」と述べ、生存圏概念を反ユダヤ主義に結び付けた。 |
| -    | 1928年               | -                                                                   | なし             | 資金不足により開催中止。 |
| 4    | 1929年8月1日-4日     | ニュルンベルク                                                      | なし             | この大会をもとに同年、プロパガンダ映画『Der Nürnberger Parteitag der NSDAP』が製作された。この大会中に起こったドイツ共産党員とナチ党員との激しい衝突のため、1930年と1931年の大会の開催はニュルンベルク市当局に禁止された。 |
| -    | 1931年10月17日-18日  | ブラウンシュヴァイク                                                | なし             | 突撃隊の集会という形で行われた。 |
| -    | 1932年               |                                                                     | なし             | 資金不足により開催中止。 |
| 5    | 1933年8月30日-9月3日 | 国家党大会広場 （ニュルンベルク・ルイトポルトハイン（Luitpoldhain） | 勝利の大会       | 政権獲得後の最初の党大会であり、ヴァイマル共和政との戦いに勝利したことから「勝利の大会」と名付けられた。32万人から40万人の人々が参加した。この大会はレニ・リーフェンシュタールが記録映画として収め、『信念の勝利』というタイトルで公開された。 初日の8月30日、ヒトラーはニュルンベルクを「帝国党大会の都市」と宣言した。1927年に党大会を最初にニュルンベルクで開催したのは、ドイツのほぼ中央に位置すること、野外イベントに適したルイトポルトハインという公園があること、ニュルンベルクのナチ党組織は大管区指導者ユリウス・シュトライヒャーのもとでよく組織されていたためその組織力をあてにできたこと、現地の警察がナチ党に好意的であった等の条件が揃っていたた為である。政権獲得後、ニュルンベルクが党大会の開催地となることは、かつて当地が神聖ローマ帝国（第一帝国）の中心地のひとつで、皇帝カール4世の「金印勅書」（1356年）以来、1543年まで帝国議会の開催された街であった伝統と結び付けられ、理念的に正当化されるようになった。 |
| 6    | 1934年9月4日-10日    | 国家党大会広場 （ニュルンベルク・ルイトポルトハイン（Luitpoldhain） | 統一と力の大会   | この大会からアルベルト・シュペーア発案の夜間の130基の対空サーチライトによるライトアップが効果的に使用された。これは当時、会場の全体が完成していなかったため、ライトアップにより「光の大聖堂」（Lichtdom）を作って威容を補うことを意図したものだった。サーチライトを提供させられた空軍のヘルマン・ゲーリングは、空軍の備蓄のほとんどを使うことになると猛反発したが、ヒトラーは「他国は、ドイツにはこんなこともできるくらいサーチライトがあり余っているのだと思い込むだろう」と説得した。「光の大聖堂」は演出上、非常に効果的であったので以降の党大会においても毎年実施されることになった。 レニ・リーフェンシュタールがこの党大会を記録映画に収め『意志の勝利』と名付けられ公開された。当初、ナチの党大会にはテーマが存在していなかったが、後に「統一と力の大会」、「意志の大会」などと名付けられるようになった。 |
| 7    | 1935年9月10日-16日   | 国家党大会広場 （ニュルンベルク・ルイトポルトハイン（Luitpoldhain） | 自由の大会       | ドイツ再軍備宣言によりヴェルサイユ条約の軍事制限条項を破棄し、ヴェルサイユ体制からの解放、自由を記念するため、「自由の大会」と名付けられた。大会開催中の9月13日、ヒトラーはユダヤ人から公民権を奪う法律を急遽策定する旨を内務省に命じ、2日後の9月15日にニュルンベルクに緊急招集した国会でいわゆる「ニュルンベルク法」として可決され、ユダヤ人の市民権を完全に剥奪した。この大会もレニ・リーフェンシュタールが記録し、主に国防軍による軍事演習を中心にした内容となった。『自由の日! – 我らの国防軍』というタイトルで公開され、ナチ党大会記録映画としては最終作となる。 |
| 8    | 1936年9月8日-16日    | 国家党大会広場 （ニュルンベルク・ルイトポルトハイン（Luitpoldhain） | 名誉の大会       | ラインラント進駐によりドイツの名誉が回復されたことを記念し、「名誉の大会」と名付けられた。ヒトラーはこの党大会において四カ年計画を発表した。大会にはイギリスの元首相ロイド・ジョージも臨席しており、彼はヒトラーの演説と党大会の美しさに心酔し、帰国後にイギリスの新聞に「我が国にもヒトラーのような優れた素質を持った指導者が欲しいものだ」と寄稿している。 |
| 9    | 1937年9月6日-13日    | 国家党大会広場 （ニュルンベルク・ルイトポルトハイン（Luitpoldhain） | 労働の大会       | ナチ党の政権獲得以来、失業率が低下していることを記念して「労働の大会」と名付けられた。この党大会には、日本から秩父宮雍仁親王が来賓として臨席している。この大会と前年の大会の模様は、ハンス・ヴァイデマン監督による21分のカラー短編映画『Festliches Nürnberg』として記録されている。 |
| 10   | 1938年9月6日-12日    | 国家党大会広場 （ニュルンベルク・ルイトポルトハイン（Luitpoldhain） | 大ドイツの大会   | オーストリア併合（アンシュルス）を記念して「大ドイツの大会」と名付けられた。 |
| 11   | 1939年9月2日-        | 国家党大会広場 （ニュルンベルク・ルイトポルトハイン（Luitpoldhain） | 平和の大会       | ドイツとドイツ国民の平和への意思を表すために「平和の大会」と名付けられていたが、直前の第二次世界大戦の勃発により開催されなかった。以降の党大会は戦争のため開かれなかった。 |

## ギャラリー

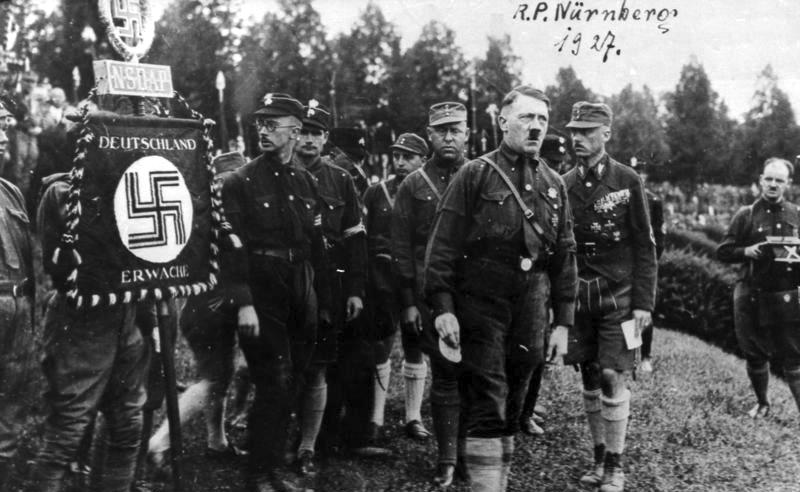
1927年の第3回党大会。ヒトラーのほか、ハインリヒ・ヒムラー、ルドルフ・ヘス、グレゴール・シュトラッサー、フランツ・プフェファー・フォン・ザロモンらの姿が見える
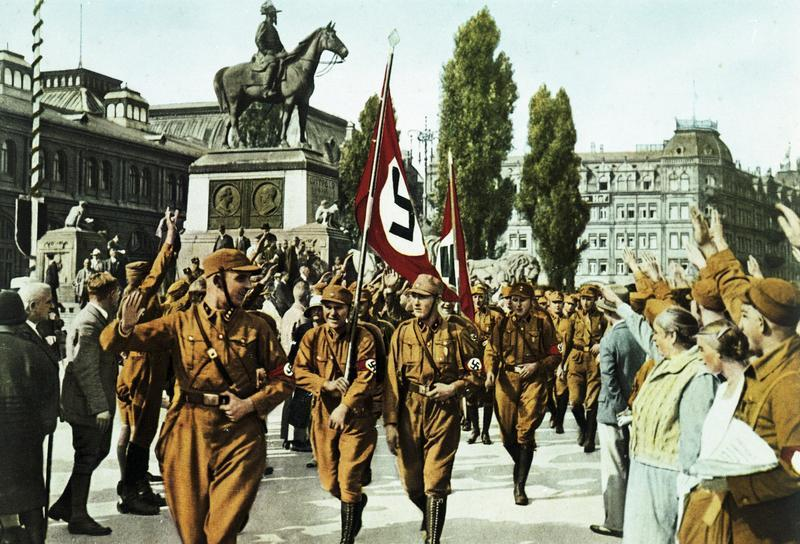
1929年の第4回党大会。ホルスト・ヴェッセル率いる突撃隊が入城する様子
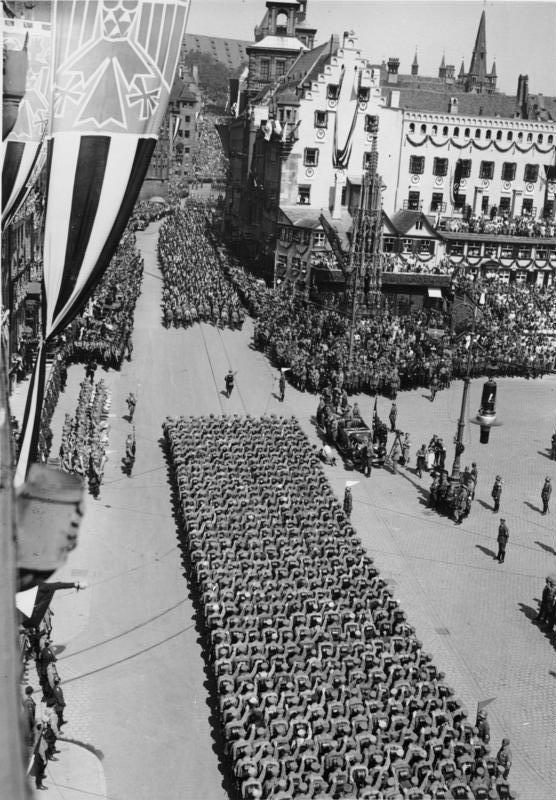
1934年党大会。ニュルンベルク旧市街を行進する突撃隊
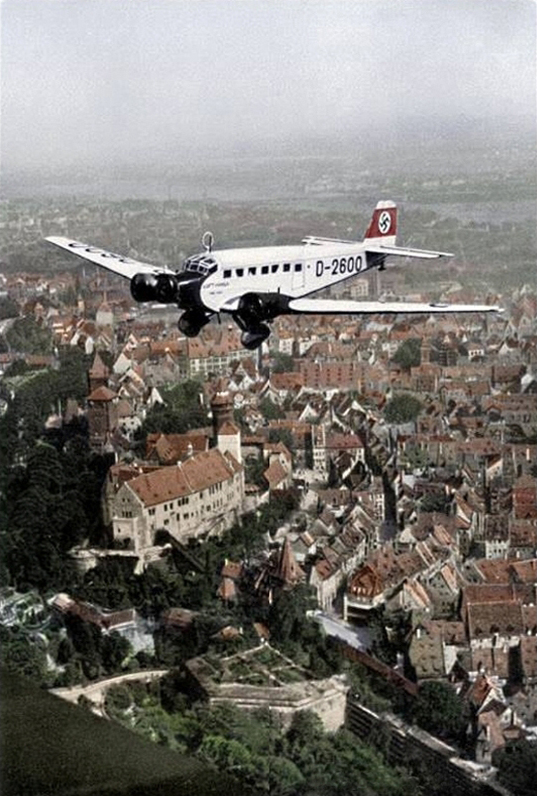
1934年党大会のためにニュルンベルク旧市街の上空に飛来するヒトラー専用のユンカース Ju 52/3M
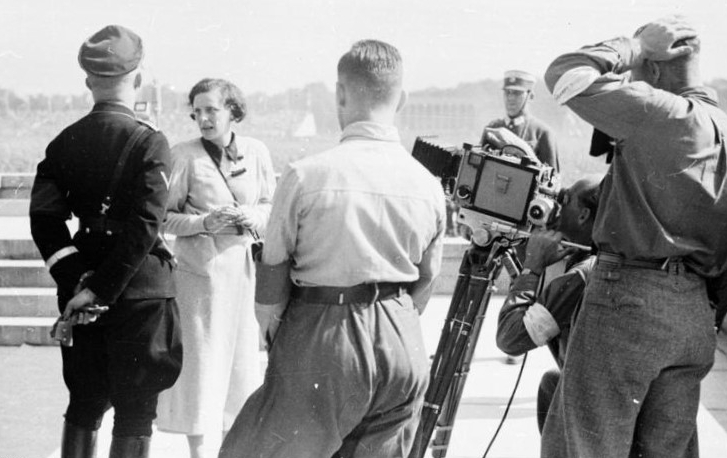
1934年党大会。記録映画『意志の勝利』を撮影中のレニ・リーフェンシュタールのもとを訪れたハインリヒ・ヒムラー
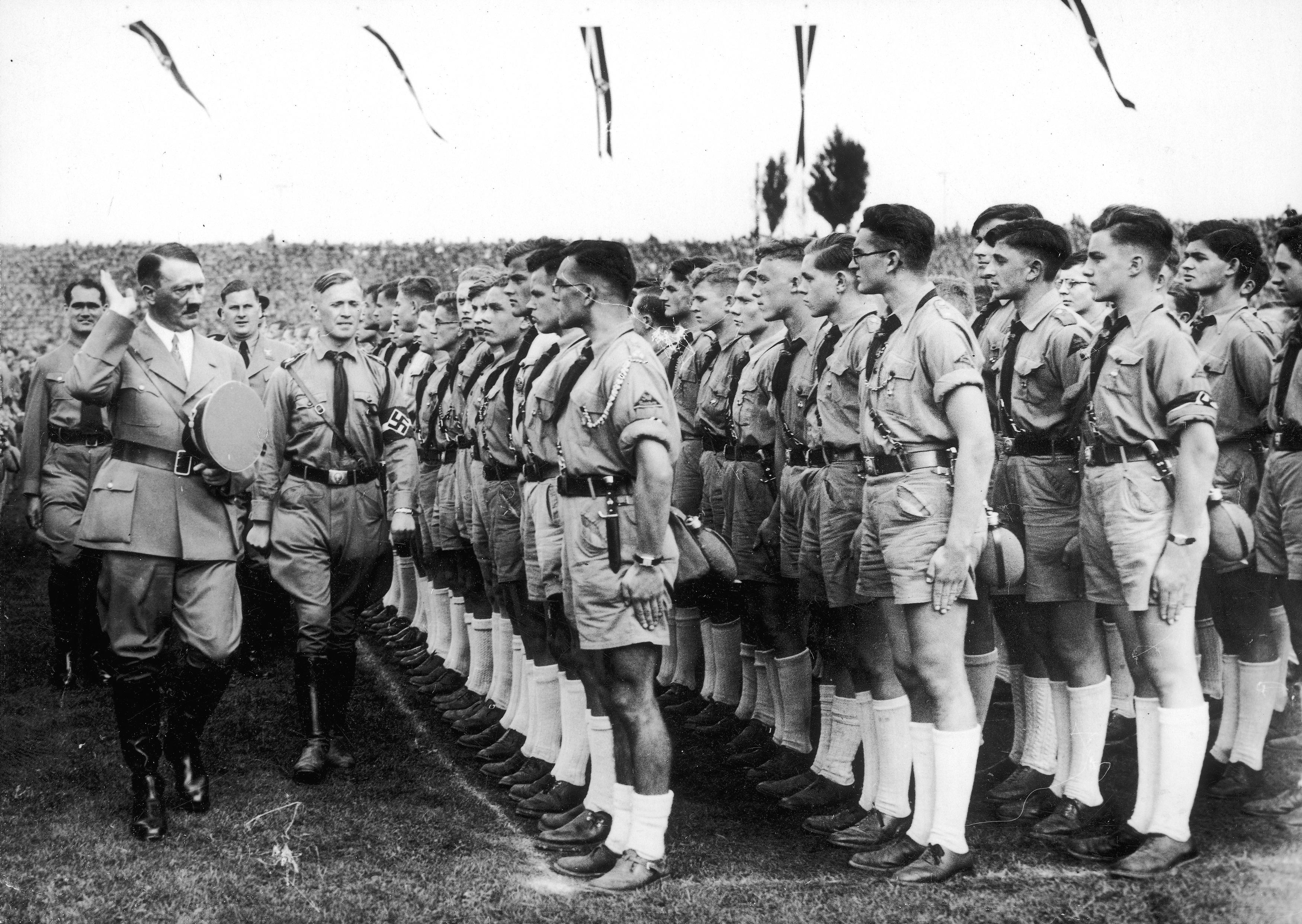
1934年党大会におけるヒトラーユーゲント
1935年党大会におけるSS隊員
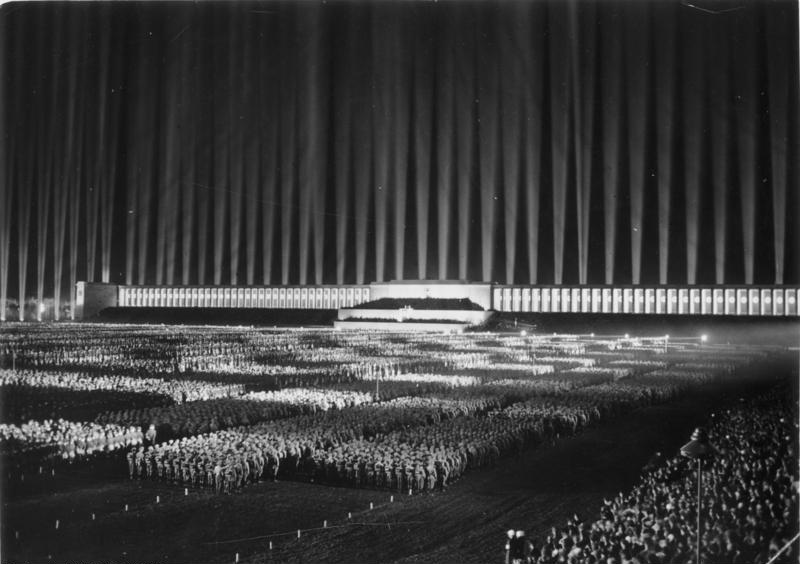
1936年党大会。ツェッペリン広場
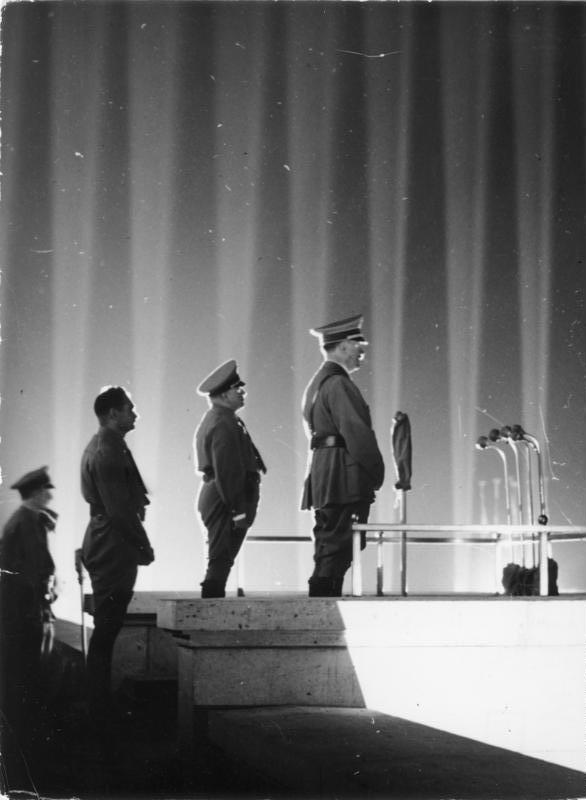
1936年党大会。ヒトラーおよびルドルフ・ヘス、ロベルト・ライ
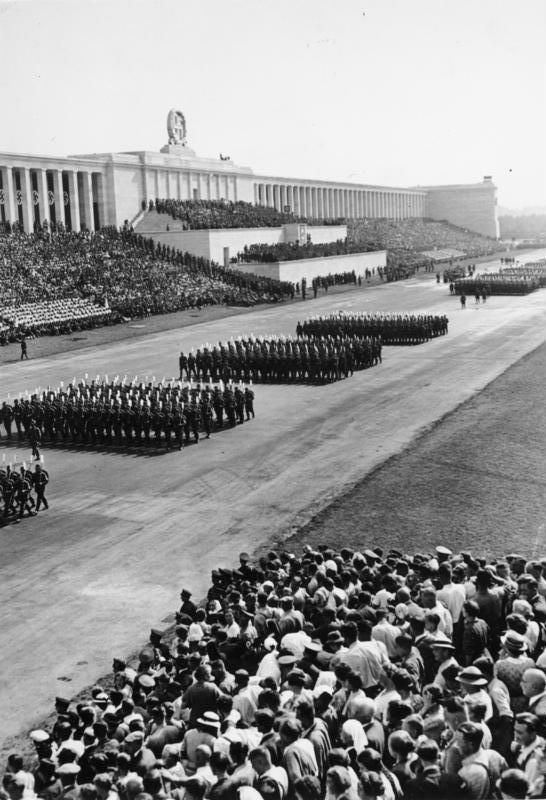
1937年党大会で分列行進を行う国家労働奉仕団
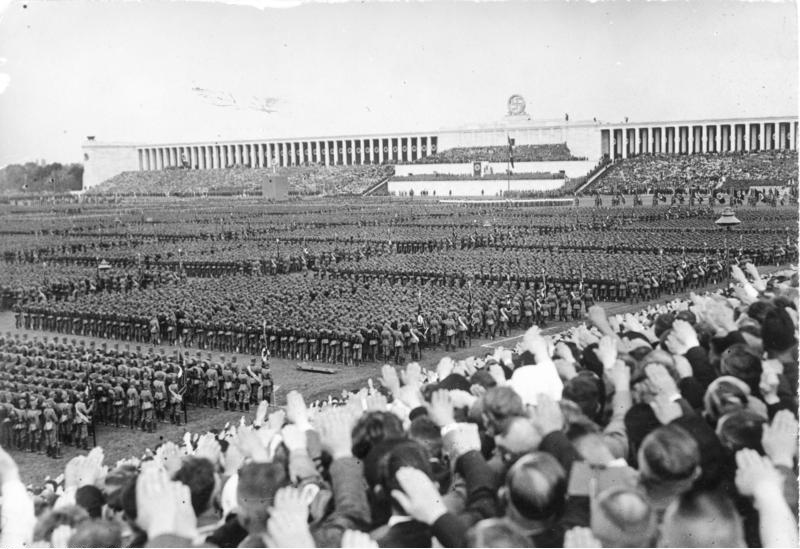
1937年党大会で集結した国家労働奉仕団
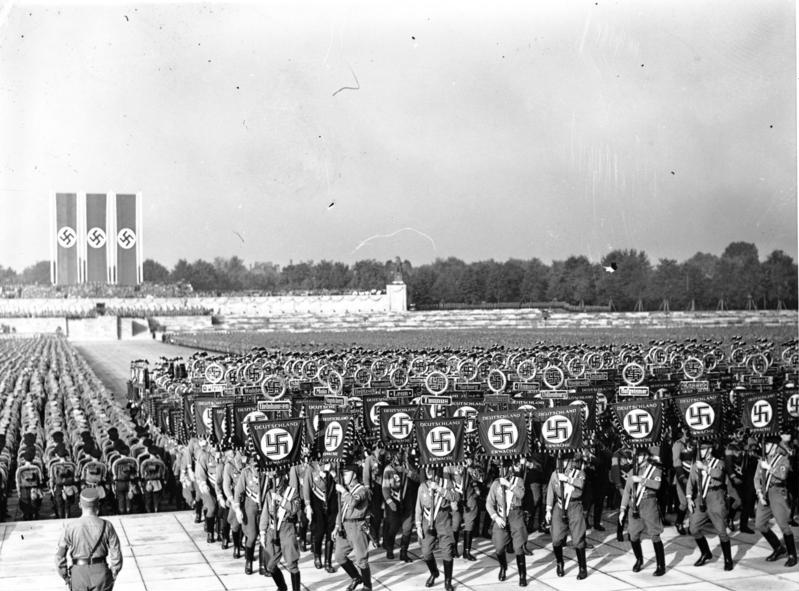
1938年党大会で集結した突撃隊・親衛隊・自動車軍団・航空軍団
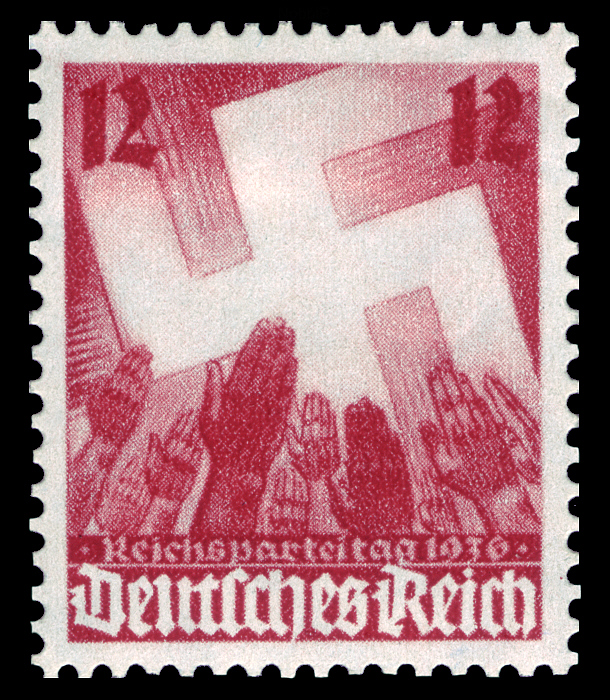
1936年全国党大会記念切手
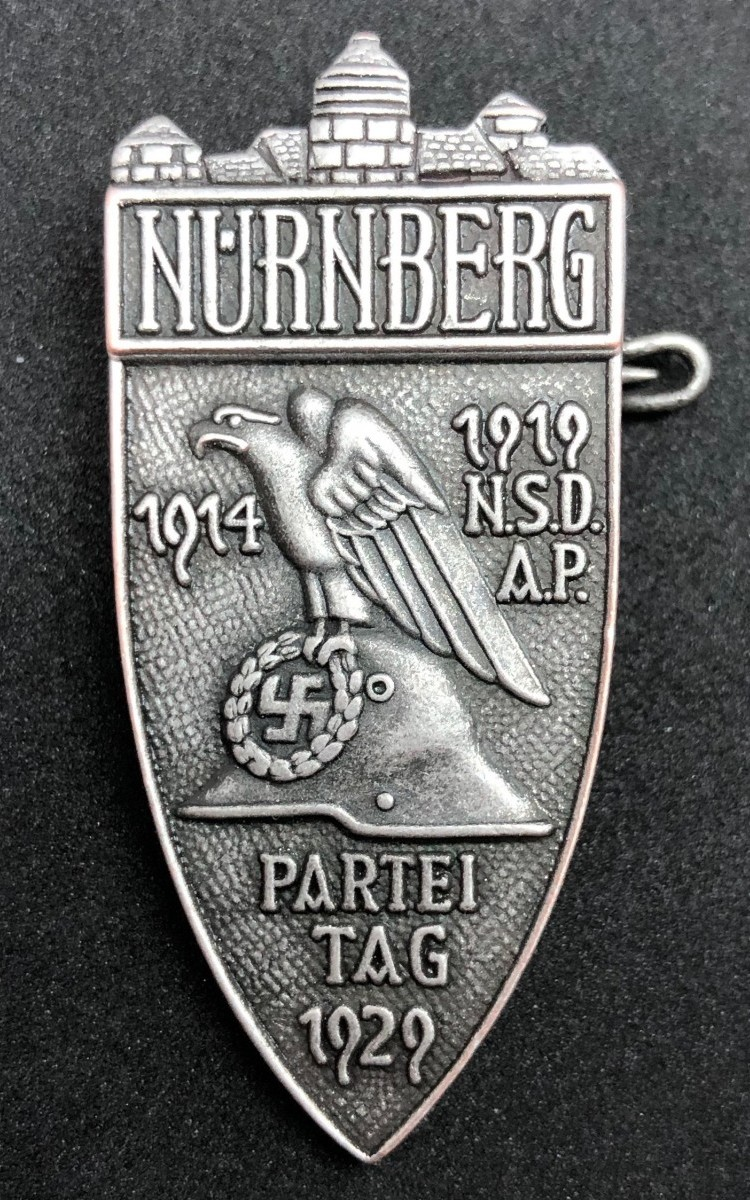
1929年全国党大会記念章
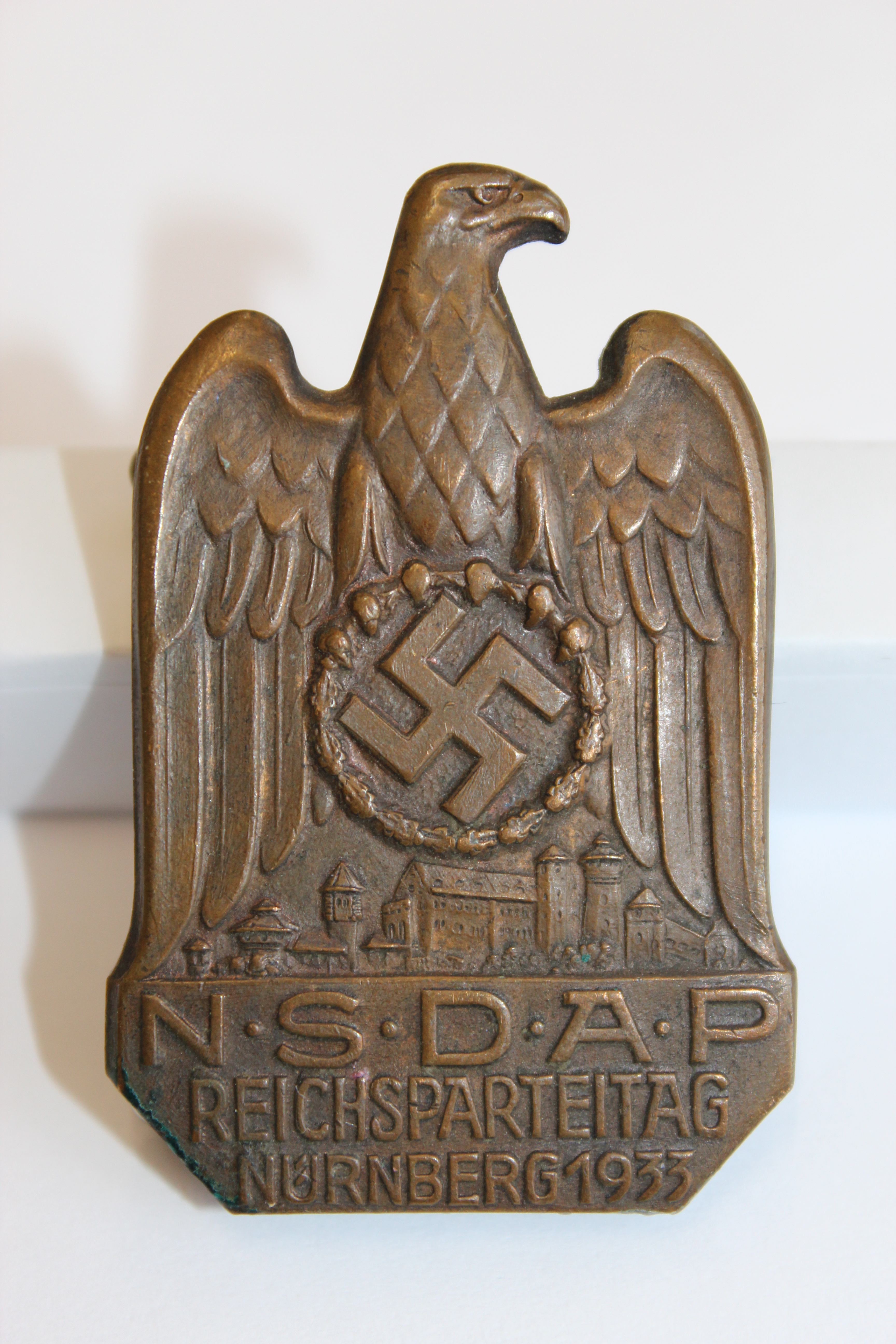
1933年全国党大会記念章
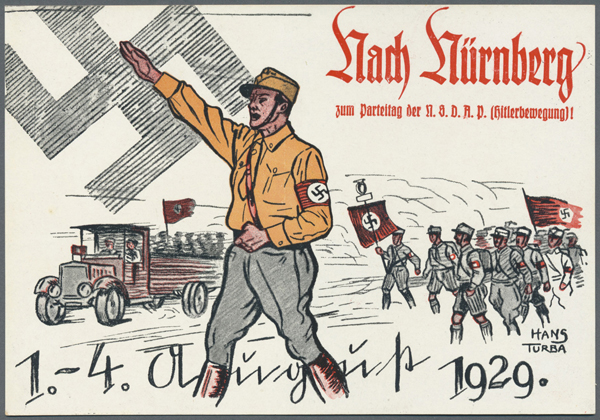
1929年度全国党大会の絵葉書
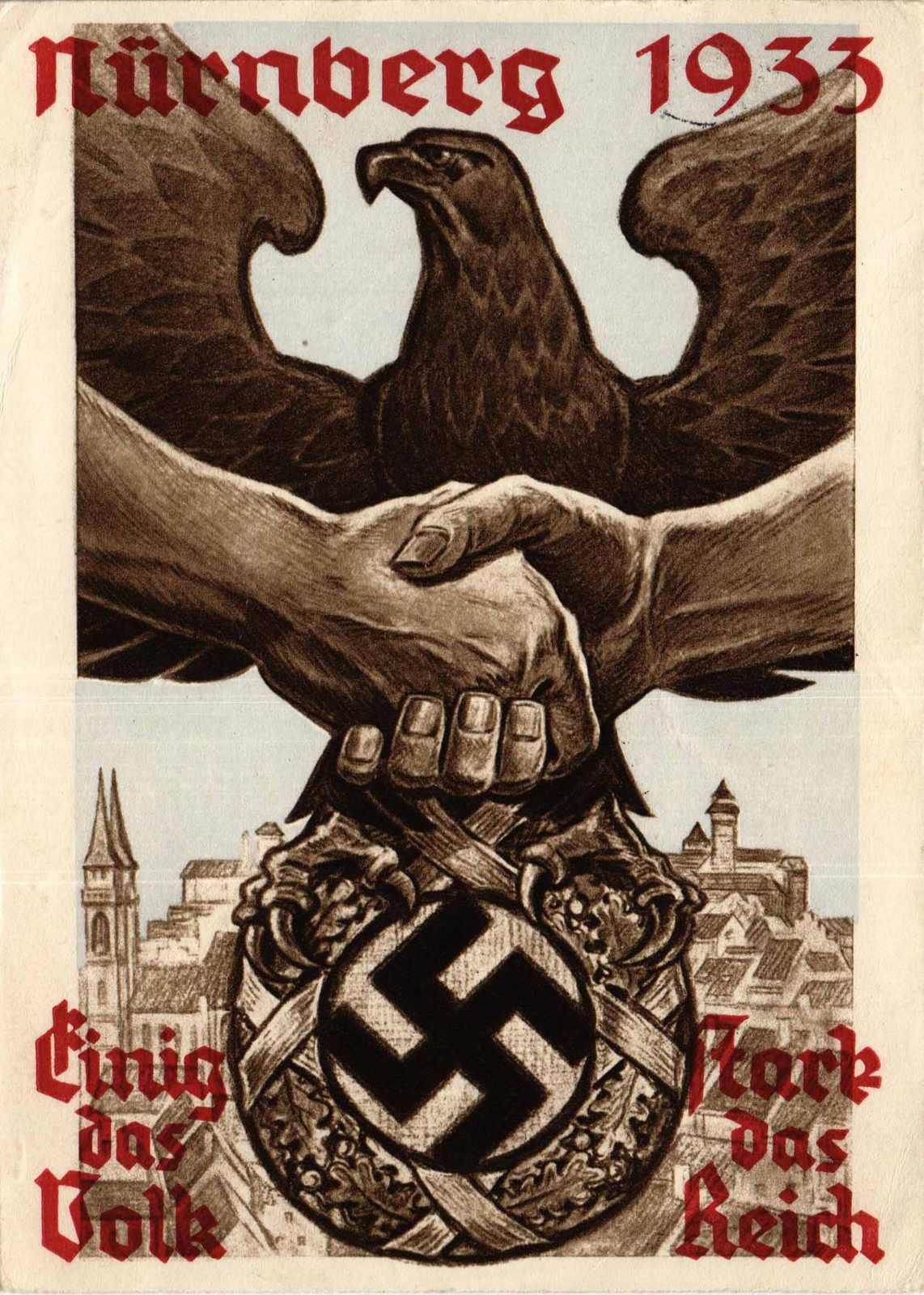
1933年度全国党大会の絵葉書
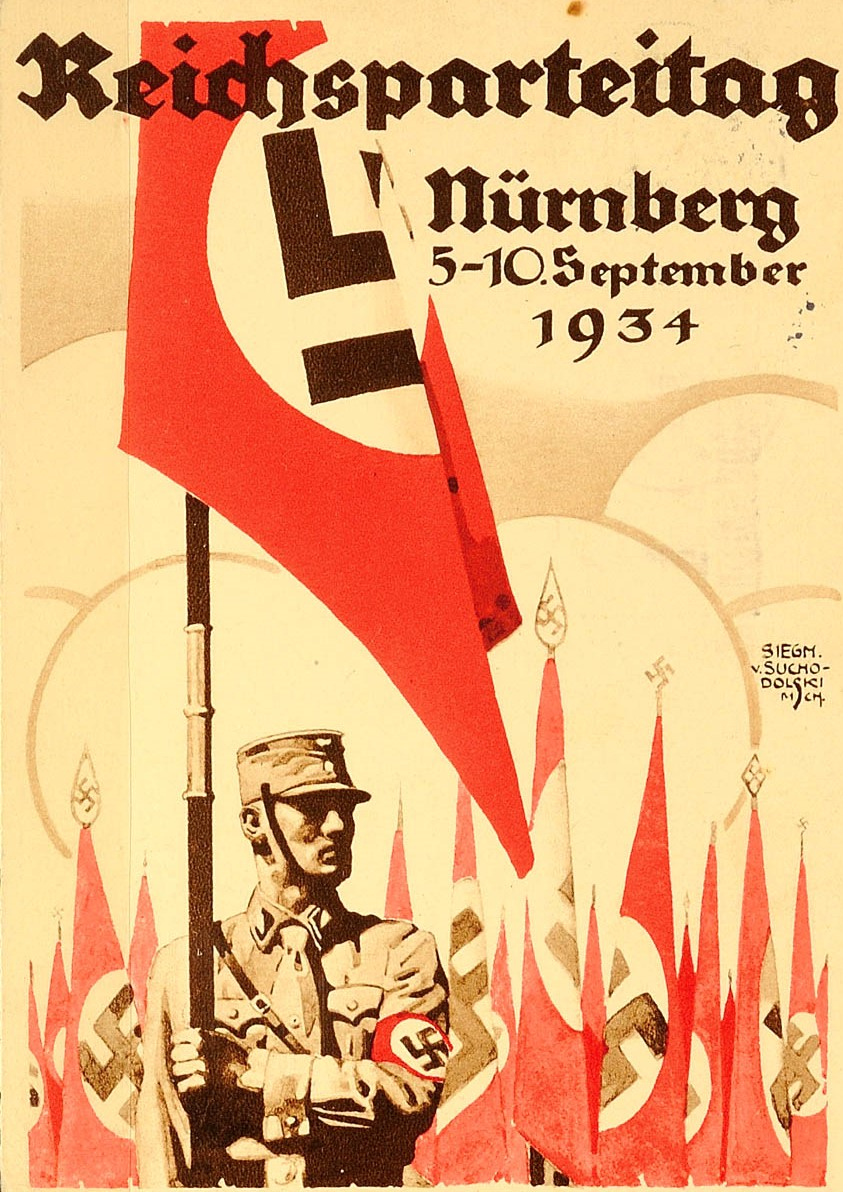
1934年度全国党大会ポスター
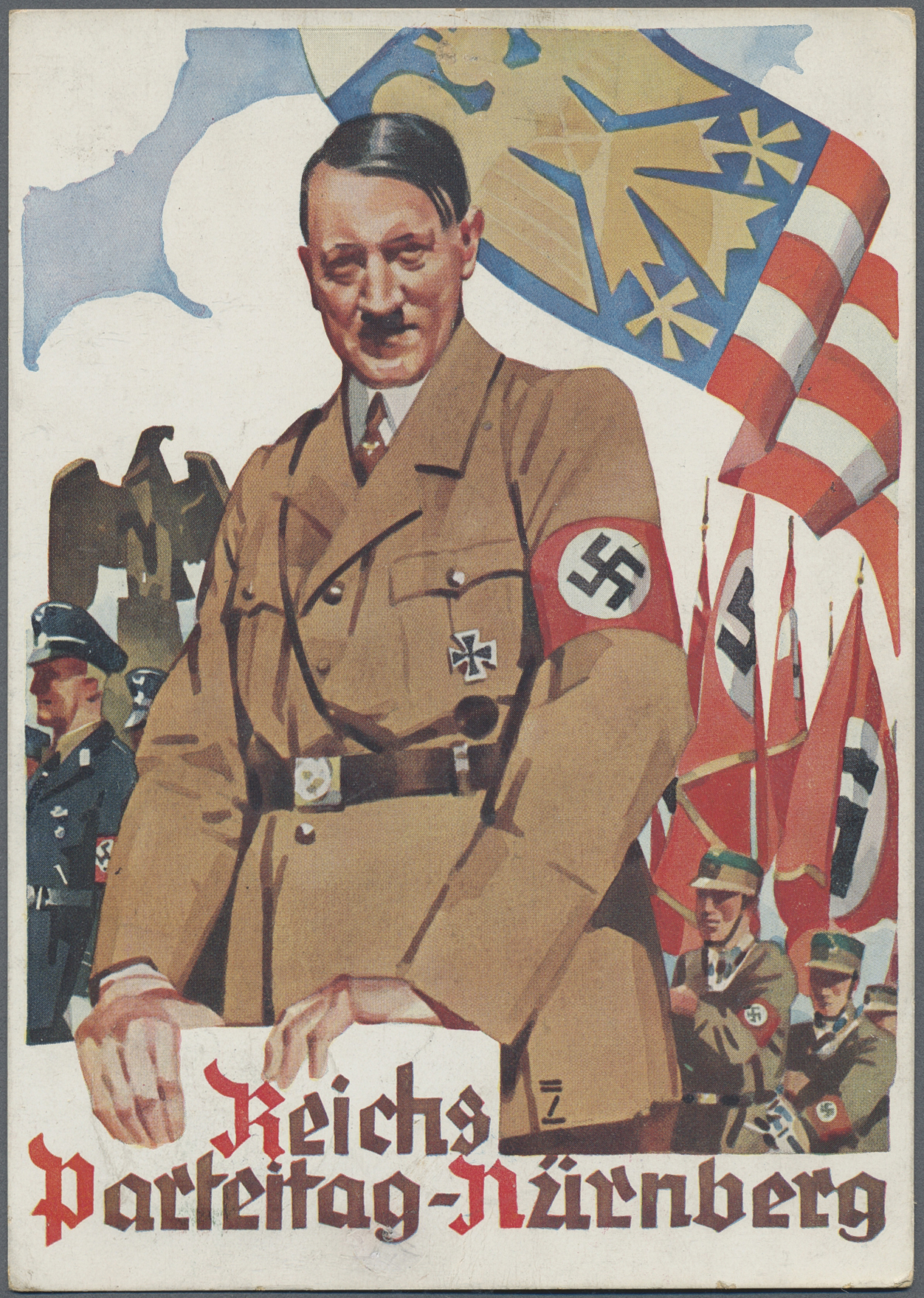
1936年度全国党大会の絵葉書
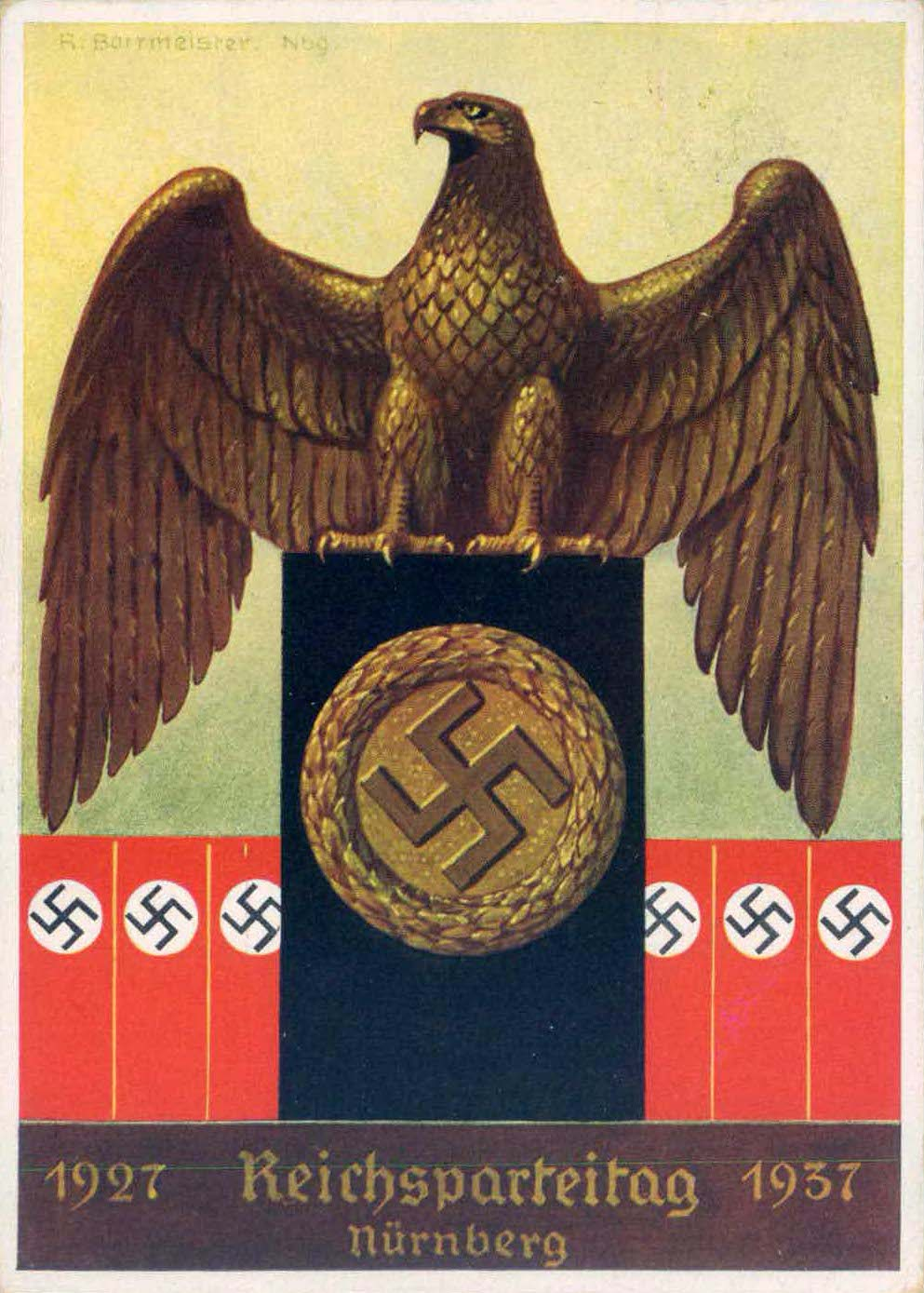
1937年度全国党大会の絵葉書
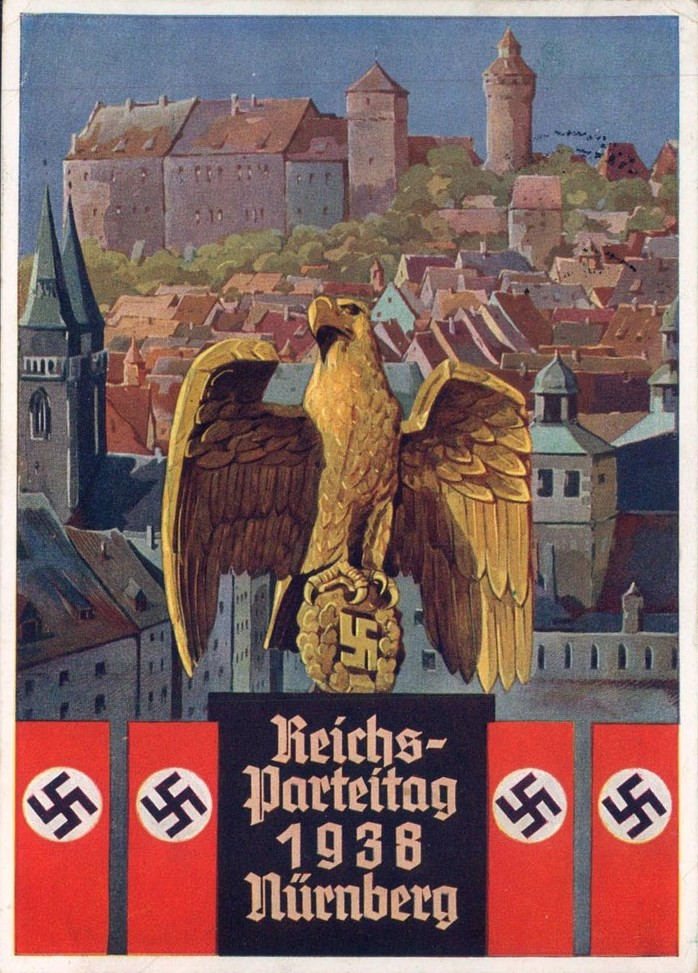
1938年度全国党大会の絵葉書